# Lot 115
Lot 115 – amerykański dramat filmowy z 1996 roku w reżyserii Paula Zillera.

## Opis fabuły
Z Nowego Jorku leci samolot, na którego pokładzie znajduje się 400 pasażerów. Wkrótce po starcie, w samolot uderza piorun, piloci giną, a automatyczny pilot ulega uszkodzeniu. Pasażerowie oraz pozostała przy życiu załoga próbują utrzymać maszynę w powietrzu.

## Obsada
- Kate Jackson - Laurie Ann
- Michael Gelbart - Joel Rose
- Fred Henderson - kapitan Davidson
- Marilyn Norry - Donna Preston
- Ken Camroux - Derek Green
- Brandy Ledford

i inni